# 2008 en Russie
2006 en Russie - 2007 en Russie - 2008 en Russie - 2009 en Russie - 2010 en Russie
2006 par pays en Europe - 2007 par pays en Europe - 2008 par pays en Europe - 2009 par pays en Europe - 2010 par pays en Europe
2006 en Europe - 2007 en Europe - 2008 en Europe - 2009 en Europe - 2010 en Europe
Cet article présente les faits importants qui se sont produits en Russie en 2008.

## Chronologie

### Janvier 2008
- Mardi 1er janvier 2008, Sibérie : Fusion de la Bouriatie-Oust-Orda dans l'oblast d'Irkoutsk, à la suite d'un référendum tenu en 2006.
- Mardi 22 janvier 2008 : La Russie met en scène, jusqu'au dimanche 27 janvier, le plus grand exercice naval depuis la chute de l'Union soviétique dans le golfe de Gascogne, avec le porte-avions  Amiral Kuznetsov, 11 navires de soutien et 47 avions bombardier.

### Février 2008
- Vendredi 8 février 2008 : Visite du premier ministre polonais, Donald Tusk qui tente de normaliser les relations avec la Russie.

### Mars 2008

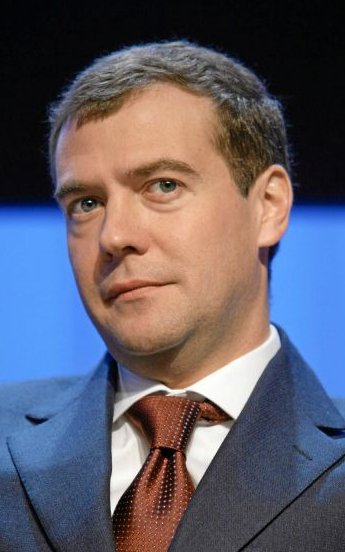
Dimitri Medvedev (2007)

- Samedi 1er mars 2008, Sibérie : Fusion de l'oblast de Tchita et de l'Aga-Bouriatie pour former le krai de Transbaïkalie, à la suite d'un référendum tenu en 2007.

- Dimanche 2 mars 2008 : Élection présidentielle. Participation 67,7 %, Dmitri Medvedev l'emporte avec 70,2 % des voix exprimées. Des milliers de Russes célèbrent sa victoire sur la Place Rouge.

- Lundi 3 mars 2008 : Arrestation du blogueur de Saint-Petesbourg, Maxime Reznik, figure de la nouvelle génération libérale de l'opposition et vedette du parti socio-libéral Iabloko.

- Samedi 8 mars 2008 : Visite de la Chancelière allemande Angela Merkel au nouveau Président élu Dmitri Medvedev. Le Président Vladimir Poutine déclare : « Certains de nos partenaires attendent avec impatience de me voir cesser d'exercer mes fonctions, pour qu'ils puissent traiter avec un autre. [Dmitri Medvedev] sera libre de montrer ses vues libérales. Mais il n'est pas moins russe nationaliste que moi, dans le bon sens du terme. C'est un patriote qui défendra les intérêts de la Russie sur le plan international ».

- Jeudi 13 mars 2008 : Selon le ministre des Technologies d'information, Leonid Reiman, dans un rapport à la Douma (parlement), la Russie compte 35 millions d'utilisateur habituels d'Internet, dont 25 millions de plus de 18 ans, ce qui selon lui justifie la création de la nouvelle agence chargée de superviser l'accès à Internet depuis la Russie et son contenu.

- Lundi 17 mars 2008 : Le gouvernement russe apporte son soutien explicite au gouvernement chinois en jugeant « inadmissible » de « politiser » les violences au Tibet et estime que le dialogue avec le dalaï-lama relève des « affaires intérieures » de la Chine.

- Jeudi 20 mars 2008, Tchétchénie : Une fusillade entre policiers et une quarantaine de rebelles boévikis près du village d'Alkhazourovo aurait fait entre neuf et quinze morts, dont cinq policiers, selon les sources. En 2007 164 rebelles ont été tués lors d'opérations de la police.

- Vendredi 21 mars 2008 : Deux journalistes daghestanais sont retrouvés morts le même jour. L'un, Ilias Chourpaïev, a été retrouvé étranglé dans son lit à son domicile de Moscou et l'autre, Gadj Abachilov, directeur de la chaîne de télévision publique régionale Daguestan et ancien député local, a été abattu au Daghestan[1]. Les premiers éléments semblent mener aux mafieux et islamistes tchétchènes.

- Vendredi 28 mars 2008 : Un procureur annonce que les enquêteurs ont identifié l'assassin de la journaliste Anna Politkovskaïa tuée en octobre 2006.

### Avril 2008
- Selon la version russe du magazine Forbes, le nombre de milliardaires en Russie est de 110 contre 60 un an auparavant. Le milliardaire russe le plus riche est Oleg Deripaska avec 28,6 milliards de dollars (patron de Rusal, géant mondial de l'aluminium), le deuxième est Alexeï Mordachov (patron de Severstal, géant de l'acier), le troisième est Roman Abramovitch (ex-no 1).

- Vendredi 4 avril 2008 : Une taupe du FSB, Alexandre Novikov, réfugié en Suède, reconnaît avoir espionné pendant deux ans, Garry Kasparov, après avoir infiltré les Front civil uni (OGF).

- Mardi 15 avril 2008 : Selon le vice-président du groupe pétrolier Lukoil, Léonid Fedoun, dans une interview au Financial Times, la production russe de pétrole (10 millions de barils par jour) a atteint son sommet en 2007 : « la période de croissance intense de la production de pétrole est terminée » à l'instar de ce qui se produit en mer du Nord et au Mexique.

- Mercredi 16 avril 2008 :
  - Le président russe Vladimir Poutine annonce que la Russie va établir des représentations diplomatiques équivalentes à des semi-ambassades avec les gouvernements séparatistes de l'Abkhazie et de l'Ossétie du sud. Une importante partie de leur population possède désormais le passeport russe et a voté lors des dernières élections russes. L'accélération du processus de russification est une réponse à l'indépendance du Kosovo et au principe adopté par le récent sommet de Bucarest d'adhésion de l'Ukraine et de la Géorgie à l'OTAN.
  - Le président Vladimir Poutine effectue son dernier voyage officiel à l'étranger à trois semaines de son départ du Kremlin, le 7 mai prochain. Au cœur des négociations, la dette libyenne de 3,5 milliards de dollars due à l'URSS en paiement de vieux contrats d'armement, qui pourrait, selon le journal financier russe Vedomosti, se régler à l'amiable dans le cadre de nouveaux contrats militaires pour la fourniture d'avions de combat Su-25 et de systèmes de missiles Tor-M2E pour un montant au moins équivalent, auquel s'ajoutent un contrat commercial avec Gazprom pour fournir tout le Maghreb.

- Jeudi 17 avril 2008 :
  - Le président Vladimir Poutine s'arrête en Italie pour féliciter Silvio Berlusconi de sa victoire électorale.
  - L'ancien ministre de l'Énergie atomique, Evgueni Adamov, condamné en février 2008 à cinq ans de prison pour escroquerie et abus de pouvoir, est libéré.

- Vendredi 18 avril 2008 : Selon l'organisme chargé des noms sur le net, il y aurait encore quelque 45 000 sites en « .su » (soviet union), dix-sept ans après l'effondrement de l'Union soviétique, contre plus d'un million en « .ru » et 75 millions en « .com ». Cependant le nombre en a quadruplé en 2007 mais selon l'enquête menée, il s'agit plus d'un phénomène de cybersquatting que d'une nostalgie de l'empire soviétique.

- Lundi 28 avril 2008 :
  - Quelque 200 chauffeurs de trains du réseau ferroviaire de la banlieue de Moscou se sont mis en grève pour protester contre la hausse des prix à la consommation.
  - Le gouvernement annonce que la Russie doublera en 2009 le prix du gaz qu'elle importe des pays d'Asie centrale à environ 200 dollars le 1 000 m3.

### Mai 2008
- Samedi 3 mai 2008 : Les travaux de la deuxième conférence de l'ONU sur le Sida en Europe de l'Est et Asie centrale se sont déroulés à Moscou en présence de quelque 2 500 participants de 53 pays. L'épidémie ne cesse de progresser dans ces régions avec 150 000 contaminations nouvelles estimées en 2007 dont 90 % en Russie et en Ukraine. Le total des séropositifs en Russie et en Europe centrale serait de 1,6 million contre 2,5 en 2001. 62 % sont des usagers de drogues en intraveineuse, 40 % sont des femmes et les deux tiers sont des homosexuels.

- Mercredi 7 mai 2008 : Le nouveau président Dmitri Medvedev entre en fonction en remplacement de Vladimir Poutine qui est nommé premier ministre dès le lendemain.

- Vendredi 9 mai 2008 : Premier défilé sur la Place rouge pour le nouveau président Dmitri Medvedev. Exhibition du missile nucléaire intercontinental Topol-M avec une portée de 11 000 km.

- Mercredi 21 mai 2008 : 
  - Le ministre français des Affaires étrangères Bernard Kouchner, accompagné du Secrétaire d'État français aux Affaires européennes, Jean-Pierre Jouyet, est à Moscou pour présenter les priorités de la prochaine présidence française de l'Union européenne et relancer le processus de partenariat prioritaire. Le nouveau président, Dmitri Medvedev, et le ministre des Affaires étrangères, Sergueï Lavrov, ont exprimé les inquiétudes russes devant le processus d'élargissement de l'OTAN, considéré comme une menace, et sur les positions de l'UE sur le Kosovo, l'Ukraine et la Géorgie. Bernard Kouchner a pris comme exemple le Kosovo pour expliquer la « méthode européenne de dialogue » dans la résolution de conflits tels celui des provinces séparatistes de Géorgie. Ils ont aussi abordé les thèmes du prochain sommet UE-Russie à Nice en novembre prochain qui sera consacré à la lutte contre le narcotrafic, les migrations et l'énergie.
  - La société nationale des chemins de fer russe, la société OAO RZHD va être introduite en bourse avec comme but de lever 16 milliards d'euros pour financer sa prochaine entrée dans le capital de la Deutsche Bahn.
  - Pour la première fois, la production russe de pétrole est en baisse de 0,3 % sur les quatre premiers mois de l'année 2008. Le premier ministre Vladimir Poutine annonce vouloir baisser la taxe à l'exportation, actuellement de 80 % sur les produits pétroliers, afin de simuler la hausse de l'extraction et la raffinage.

- Jeudi 22 mai 2008 : Le constructeur automobile Avtovaz annonce acquérir l'usine Avto pour y investir afin de passer sa production de 22 000 à 35 000 véhicules par an.

- Vendredi 29 mai 2008 : Le gouvernement annonce une loi pour protéger les entreprises, en particulier les PME, et les particuliers, des prises de contrôles inamicaux lancés contre eux avec l'appui de fonctionnaires corrompus et sous la menace physique. De nombreux cas de raids, plus ou moins violents, sont souvent signalés par les ONG et la presse. Ils sont réalisés par des groupes d'hommes armés et masqués, ou par le fait de procédures judiciaires inappropriées lancées par des fonctionnaires corrompus, pour obliger les propriétaires à vendre leur entreprise ou leur bien immobilier.

### Juin 2008
- Lundi 2 juin 2008 : Selon un sondage du centre d'études d'opinion Levada, seuls 23 % des Russes estiment qu'il est « très important que les médias puissent publier des informations sans contrôle de l'État ».

- Mardi 3 juin 2008 : 
  - Le président Dimitri Medvedev nomme un nouveau chef d'état-major, le général Nikolaï Makarov avec pour but de poursuivre la réforme de l'armée russe.
  - La Russie annonce avoir détruit 10 500 tonnes d'armes chimiques sur les 40 000 possédées. D'ici fin 2009, elle doit en détruire 18 000 autres tonnes.

- Mercredi 5 juin 2008 : Première visite du nouveau président Dimitri Medvedev à la chancelière Angela Merkel. Il se dit « inquiet » des « tendances au rétrécissement de l'espace de compréhension mutuelle » euroatlantique, citant les plans américains de bouclier antimissile, le traité sur les forces conventionnelles en Europe et l'élargissement de l'Otan.

- Mercredi 18 juin 2008 : 
  - L'EADS vend pour 60 millions d'euros, sa participation de 10 % dans le constructeur aéronautique Irkut, mais confirme sa volonté de prendre des parts d'UAC qui regroupe tous les acteurs civils et militaires de l'aéronautique russe « dès que cela sera possible ». En août 2006, la banque russe VTB avait acheté sur le marché 10 % du capital de EADS, revendu depuis à une autre banque publique. L'industrie aéronautique russe fabrique des éléments de l'Airbus A320 et convertie des A320 passagers en cargo en partenariat avec le site allemand de Brème. Pour le futur, l'industrie aéronautique russe va participer pour 5 % au nouveau programme de l'Airbus 350XWB devrait construire les portes. La Russie a d'ores et déjà passé commande de 22 unités du 350 XWB.
  - L'assureur français Axa annonce prendre une participation de 36,7 % dans le deuxième assureur de dommages russe : « Reso Garantia ».

- Mercredi 25 juin 2008 : 
  - Un projet de loi visant à combattre le fléau de la corruption est présenté.
  - Les restes exhumés en juillet 2007 dans la forêt proche d'Iekaterinbourg sont bien ceux du tsar Nicolas II, du prince Alexis et de la grande-duchesse Maria. Ils ont été tués par la tcheka des bolcheviques, le 17 juillet 1918 en compagnie des autres membres de la famille impériale et des domestiques. Leurs corps ont été brûlés.

- Jeudi 26 juin 2008 : Ouverture du sommet Union européenne-Russie à Khanty-Mansiïsk, une ville de Sibérie, capitale de la région d'Ougra.

### Novembre 2008
- Mercredi 5 novembre 2008 : Le président Dmitri Medvedev annonce le déploiement d'ici 2012 d'un nouveau système de brouillage contre le « système de défense antimissile que les États-Unis ont l'intention de déployer » en Europe et le déploiement de missiles Iskander.

- Vendredi 7 novembre 2008, Caucase : Un attentat suicide contre un minibus fait onze morts à Vladikavkaz, la capitale de l'Ossétie du Nord.

- Dimanche 9 novembre 2008 : Un accident à bord d'un sous-marin à propulsion nucléaire fait une vingtaine de morts et 21 blessés, parmi le personnel militaire et civil du chantier naval, à cause d'une défaillance du système anti-incendie, alors le sous-marin effectuait en mer du Japon des essais préalables à sa mise en service, avec 208 personnes à bord.

- Lundi 17 novembre 2008 : Ouverture à Moscou du procès des complices présumés de l'assassinat de la journaliste Anna Politkovskaïa.

- Jeudi 20 novembre 2008 : La Douma (assemblée nationale) allonge la durée du mandat présidentiel de 4 à 6 ans.

- Samedi 22 novembre 2008 : Début d'une tournée de cinq jours du président Dmitri Medvedev en Amérique latine (Pérou (23), Brésil (24-25), Venezuela (26), Cuba (27)).

- Dimanche 23 novembre 2008 : De fortes bourrasques de vent privent d'électricité 160 000 personnes dans plusieurs régions.

- Lundi 24 novembre 2008 : 
  - Selon l'Agence d'assurance de l'épargne, les épargnants russes ont retiré entre 5 et 7 % de leurs avoirs des banques russes au cours du seul mois d'octobre après 1 % en septembre.
  - La banque centrale russe décide une nouvelle fois d'élargir les bornes de fluctuation du rouble, ce qui correspond à une dévaluation de fait.

- Mardi 25 novembre 2008 : L'allongement de la durée du mandat président de quatre à six ans a été adopté par le Conseil de la Fédération, chambre haute du Parlement russe.

- Mercredi 26 novembre 2008 : 
  - Caucase : Le maire de Vladikavkaz, Vitali Karaïev, la capitale de l'Ossétie du Nord est assassiné. Le mouvement islamiste Kataib al-Khoul (connu aussi sous le nom de Jaamat ossète), en revendique la responsabilité car il reproche au maire d'avoir organisé « la persécution des femmes en tenue islamique ».
  - Depuis le début de la crise financière au mois d'août, les réserves de change du pays ont fondu de 600 milliards de dollars.

- Vendredi 28 novembre 2008, Caucase :  Un policier est tué et cinq autres, du district de Nojaï-Iourt (Tchétchénie), ont été blessés dans un affrontement avec un groupe d'une vingtaine de rebelles.

### Décembre 2008
- Jeudi 4 décembre 2008 : le Service fédéral pour la coopération militaro-technique annonce que les exportations d'armes russes vont rapporter plus de 8 milliards de dollars en 2008 contre 7 milliards en 2007 et 6,5 milliards en 2006.

- Vendredi 5 décembre 2008 : 
  - Décès du patriarche Alexis II de l'Église orthodoxe russe à Peredelkino. Le pape Benoît XVI a salué son « combat courageux en faveur des valeurs humaines et évangéliques ».
  - Des experts américains authentifient les restes du dernier tsar de Russie, Nicolas II, découverts en juillet 1991 près d'Ekaterinbourg, par comparaison avec d'autres ADN de membres de la famille impériale. Les corps de Nicolas II, de son épouse et de trois de leurs filles, extraits d'une fosse commune d'Ekaterinbourg en 1991, ont été officiellement identifiés en 1998 par le gouvernement russe et inhumés en grande pompe dans l'ancienne capitale impériale Saint-Petersbourg.

- Samedi 6 décembre 2008 : Cyrille (62 ans), métropolite de Smolensk et Kaliningrad, est choisi comme successeur par intérim du patriarche de Moscou Alexis II.

- Lundi 8 décembre 2008 : la compagnie aérienne russe Aeroflot annonce la suppression d'environ cinq cents emplois administratifs dans le cadre de son programme anti-crise.

- Jeudi 11 décembre 2008 : 
  - Une déflagration accidentelle de 55 tonnes d'explosifs dans une mine d'apatite près de Kirovsk (région de Mourmansk) cause la mort de douze ouvriers et en blesse quatre autres.
  - Le premier ministre Vladimir Poutine rend hommage à Alexandre Soljenitsyne, « patriote et citoyen » décédé le 3 août et qui aurait eu 90 ans le 11 décembre, dans un message à sa veuve Natalia : « Nous nous souvenons de cette personnalité forte, courageuse et talentueuse, un vrai patriote et citoyen [dont l'œuvre] fait partie intégrante de la littérature russe et de la pensée publique […] Je me souviens avec un sentiment particulier d'une rencontre avec Alexandre Issaïevitch dans votre maison chaleureuse et hospitalière à Troïtse-Lykovo (près de Moscou), et de ses mots sages imprégnés d'attention pour la patrie et son avenir ».

- Vendredi 12 décembre 2008 : selon le vice-ministre du Développement économique Andreï Klepatch, la Russie est en récession.

- Samedi 13 décembre 2008 : la Russe Xénia Soukhinova est sacrée Miss Monde 2008 à Johannesbourg, où elle était en compétition avec 108 autres candidates.

- Dimanche 14 décembre 2008 :  plusieurs dizaines de personnes sont arrêtées à Moscou alors qu'elles se rendaient à une manifestation non autorisée de l'opposition à l'appel de l'ancien champion du monde d'échecs Garry Kasparov.

- Lundi 15 décembre 2008 : 
  - Le président en exercice de l'Organisation des pays exportateurs de pétrole et ministre algérien de l'Énergie, Chakib Khelil, souhaite que la Russie rejoigne le cartel, une décision qui permettrait « d'augmenter la puissance » de l'organisation.
  - Un groupe de skinheads est condamné à des peines allant de six à vingt ans de prison pour vingt meurtres raciaux et douze tentatives de meurtre, dont ils avaient enregistré et diffusé des images sur Internet.
  - Selon le ministre des Finances, Alexeï Koudrine, la Russie n'est « pas encore en récession » et le gouvernement table sur une croissance du produit intérieur brut allant « jusqu'à 3 % » en 2009.

- Jeudi 18 décembre 2008 : pour la troisième fois en une semaine (lundi et mercredi) et la huitième depuis le 11 novembre, la Banque centrale de Russie (BCR) élargit la marge de fluctuation dans laquelle elle fait évoluer le rouble par rapport au panier dollar-euro — composé à 55 % de dollars et 45 % d'euros — qui lui sert de référence, ce qui correspond de fait à une nouvelle dévaluation.

- Samedi 20 décembre 2008 :
  - un petit stock de feux d'artifice explose sur un marché fréquenté du sud de Moscou faisant neuf blessés ;
  - Tchétchénie : arrivée du président palestinien Mahmoud Abbas à Grozny, pour visiter la nouvelle mosquée Akhmad-Kadyrov nommée en hommage à Akhmad Kadyrov, père de Ramzan Kadyrov, un ancien mufti et président tchétchène pro-russe tué dans un attentat en mai 2004, et pour des pourparlers dans la nuit avec le président Ramzan Kadyrov, avant de partir le lendemain pour Moscou.

- Lundi 22 décembre 2008 : 
  - Selon le ministère russe de la Défense, 427 militaires russes ont été tués depuis le début de l'année 2008 « dans l'exercice de leurs fonctions » ; la moitié, 215 soldats, se sont donné la mort, tandis que 195 autres ont été victimes d'accidents, cependant le tableau publié ne précise pas combien de militaires ont été tués lors de combats dans le Caucase russe, notamment en Tchétchénie où la guérilla indépendantiste est encore active. L'armée russe souffre d'une mauvaise réputation notamment en raison des conditions de vie difficile y régnant, mais aussi à cause des mauvais traitements infligés traditionnellement aux jeunes recrues par leurs camarades plus anciens, poussant certains au suicide[2].
  - La Cour européenne des droits de l'homme condamne à l'unanimité la détention provisoire prolongée de l'avocat Vassili Aleksanian, ancien vice-président du groupe pétrolier russe Ioukos, accusé de détournement et de blanchiment d'argent ainsi que d'évasion fiscale. Il est atteint d'un cancer et du sida à un stade avancé, et victime d'une série de graves violations des droits de l'homme de la part des autorités russes. L'arrêt de la Cour estime que son maintien en prison dans son état constituait un traitement inhumain et dégradant, cette détention n'étant pas justifiée par des « motifs pertinents et suffisants »[3].
  - Sept touristes russes sont morts dans un accident de la route en Égypte à cause de mauvaises conditions météorologiques alors que leur autocar se rendait de Dahab, station balnéaire située sur la mer Rouge, vers la pointe sud de la péninsule du Sinaï, 18 autres personnes ont été blessées dans l'accident, parmi lesquelles trois Égyptiens.

- Mardi 23 décembre 2008 : 
  - Échec du test de lancement du nouveau missile intercontinental « Boulava ». Lancé depuis le sous-marin nucléaire Dmitri Donskoï en mer Blanche vers le polygone de Koura au Kamtchatka, le missile a explosé dans l'air. Boulava, d'une portée de 8 000 kilomètres, doit équiper des sous-marins nucléaires russes à partir de 2009, mais les cinq lancements de test se sont soldés par un échec.
  - Selon le quotidien Izvestia, les six plus grosses fortunes de Russie ont perdu environ 111 milliards de dollars depuis le début de la crise financière mondiale. Les milliardaires les plus touchés sont « ceux qui, perdant la tête, ont pris des crédits dans les banques pour acheter des concurrents et des actifs dans le monde entier. Ils vivaient au-dessus de leurs moyens ». Oleg Deripaska, considéré comme l'homme le plus riche de Russie, a vu sa fortune passer de 28 à 7,2 milliards de dollars. Le très médiatique Roman Abramovitch, propriétaire du club de football de Chelsea, a vu sa fortune fondre à 3,3 milliards de dollars, contre 23,5 milliards six mois plus tôt. La dégringolade des bourses mondiales, la chute des prix des matières premières et la difficulté de refinancer leurs dettes dans un monde en crise de liquidités sont la cause de la fonte des fortunes russes alors que les hommes d'affaires russes ont financé leur croissance ces dernières années par l'endettement, tandis que l'essentiel de leur fortune était calculé en fonction du prix des actions dans les entreprises qu'ils possédaient.
  - La marine russe annonce la prolongation, de 15 jours jusqu'à mi-janvier 2009, de la mission du patrouilleur "Neoustrachimy" (l'Intrépide) chargé d'assurer la protection des navires contre les pirates dans la région de la corne d'Afrique.

- Jeudi 25 décembre 2008 :
  - Caucase : Douze rebelles ont été tués en Ingouchie au cours d'une « opération anti-terroriste » à Alkoun et dans les forêts voisines, une région où les combattants indépendantistes sont toujours actifs malgré la fin officielle de la deuxième guerre de Tchétchénie.
  - Le gouvernement publie une liste ouverte de 295 entreprises « stratégiques » qui vont pouvoir bénéficier d'une aide de l'État face à la crise financière : « L'inclusion d'une organisation dans la liste n'est pas la garantie d'une aide financière. La tâche principale est de soutenir leur stabilité en utilisant non seulement des instruments bancaires mais aussi des garanties d'État »" notamment par la restructuration des arriérés fiscaux ou l'octroi d'avantages douaniers.
  - Manifestation à Moscou contre la décision du gouvernement russe de relever les taxes sur les voitures importées.

- Vendredi 26 décembre 2008 : 
  - La Banque centrale de Russie élargit la marge de fluctuation dans laquelle évolue le rouble par rapport au panier dollar-euro (55 % de dollars et 45 % d'euros) qui lui sert de référence, ce qui correspond de fait à une nouvelle dévaluation. Le cours atteint la valeur de 34,15 roubles, soit 30 kopecks de plus que la veille. Il s'agit de la onzième dévaluation de ce type depuis le 11 novembre, et la troisième cette semaine. Les autorités russes se sont engagées à ce que le rouble ne subisse pas de mouvement brusque et pour cela interviennent régulièrement sur les marchés des changes pour maîtriser au mieux sa baisse, de façon qu'elle soit graduée, mais sans jamais communiquer les réelles valeurs de la marge utilisée.
  - La Russie commence à livrer des batteries antiaériennes modernisées Petchora-2M à sept pays, parmi lesquels l'Égypte, la Syrie, la Libye, la Birmanie, le Viêt Nam, le Venezuela et le Turkménistan, dans le cadre d'un contrat d'un montant total de 250 millions de dollars « définitivement entré en vigueur la semaine dernière et l'industrie commence à l'exécuter ». Le principal exécutant est l'usine Oboukhov à Saint-Pétersbourg. Les contrats ont été conclus ces dernières années avec chaque pays séparément mais ils ont ensuite été unis dans un contrat entre l'industrie russe et Rossiïskié Technologuii, qui livrera le matériel aux sept pays.

- Lundi 29 décembre 2008 : la presse russe publie le résultat d'un vote télévisé baptisé « le nom de la Russie » pour désigner les héros les plus populaires de l'Histoire russe. Les gagnants sont le prince Nevski, vainqueur au XIIIe siècle des troupes germaniques et suédoises, le Premier ministre tsariste Piotr Stolypine et Staline, fondateur de la super-puissance soviétique, symbole d'une Russie victorieuse, mais aussi père des goulags, des purges de 1937 et de la déportation de peuples entiers[4].

- Mardi 30 décembre 2008 : le président Dimitri Medvedev promulgue la loi prolongeant le mandat présidentiel de quatre à six ans. Il a été approuvé par les deux chambres du Parlement russe ainsi que par les 83 parlements provinciaux et ne s'applique pas au mandat présidentiel actuel qui prendra fin en 2012, cependant des spéculations courent sur le fait que l'actuel mandat pourrait être raccourci pour permettre à Vladimir Poutine de revenir au Kremlin.

- Mercredi 31 décembre 2008 : la première ministre ukrainienne Ioulia Tymochenko annule son déplacement prévu aujourd'hui pour tenter de résoudre la crise gazière. Le premier ministre Vladimir Poutine avertit l'Ukraine que l'interruption du transit du gaz russe vers l'Europe aurait de « graves conséquences ». Gazprom annonce qu'il cessera ses livraisons de gaz à l'Ukraine jeudi 1er janvier à 7 heures GMT; le PDG Alexeï Miller accuse l'Ukraine de se servir de la crise comme d'une « monnaie d'échange politique »[5].